# 나가이 시게오
나가이 시게오(일본어: 長井 繁夫, 1948년 1월 4일 ~ )는 일본의 전 프로 야구 선수이다. 군마현 다카사키시 시바즈카정 출신이며 현역 시절 포지션은 내야수였다.

## 인물
PL가쿠엔 고등학교 시절에는 2학년이자 에이스인 가토 에이지를 앞세우고 3루수로서 1965년 춘계 선발 대회(제37회 선발 고등학교 야구 대회)에 출전했지만, 준준결승에서 다카마쓰 상업고등학교(가가와현)의 고사카 도시히코 투수에게 막혀 패했다. 같은 해 하계 오사카부 예선 준결승에서 후쿠모토 유타카가 소속된 다이테쓰 고등학교에게 졌다. 팀 동기로는 후쿠시마 히사아키, 도쿠쓰 다카히로가 있다.
1965년 프로 야구 드래프트 회의에서 긴테쓰 버펄로스로부터 3순위 지명을 받았지만 거부했고 주오 대학에 진학했다. 도토 대학 리그에서는 1학년 봄부터 팀의 주전으로서 출전하여 재학중에 전 경기 출전을 이뤘다. 팀의 에이스인 미야모토 유키노부를 앞세우고 1967년 춘계 리그에서 우승을 이끌었고 같은 해의 전일본 대학 야구 선수권 대회에서도 결승전 상대인 게이오기주쿠 대학을 누르고 우승했다. 1969년에는 제8회 아시아 야구 선수권 대회 일본 대표팀 선수로 발탁됐다. 리그 통산 103경기에 출전하여 375타수 94안타, 타율 0.251, 6홈런, 57타점을 기록했고 베스트 나인(2루수 부문)을 4회 수상했다. 대학 동기로는 하기와라 야스히로, 스에나가 마사아키가 있다.
1969년 프로 야구 드래프트 회의에서 아톰스로부터 3순위 지명을 받고 입단, 1972년에는 47경기에 출전(이 중 6경기에 2루수로 선발)하여 타율 0.241을 기록했다. 같은 해 주니어 올스타전에도 출전하여 이스턴 리그에서 수위 타자를 차지했다. 하지만 그 이후에는 타격면에서 침체를 겪는 등 1군에서의 뚜렷한 성적을 남기지 못했다. 1975년 이후에는 1군에서의 출전 기회는 없었고 1976년을 끝으로 현역에서 은퇴했다.

## 상세 정보

### 출신 학교
- PL가쿠엔 고등학교
- 주오 대학

### 선수 경력
- 야쿠르트 아톰스·야쿠르트 스왈로스(1970년 ~ 1976년)

### 등번호
- 37(1970년 ~ 1976년)

### 연도별 타격 성적
| 연 도      | 소 속      | 경 기 | 타 석 | 타 수 | 득 점 | 안 타 | 2 루 타 | 3 루 타 | 홈 런 | 루 타 | 타 점 | 도 루 | 도 루 자 | 희 생 번 | 희 생 플 | 볼 넷 | 고 4 | 사 구 | 삼 진 | 병 살 타 | 타 율 | 출 루 율 | 장 타 율 | O P S |
| ---------- | ---------- | ----- | ----- | ----- | ----- | ----- | ------- | ------- | ----- | ----- | ----- | ----- | -------- | -------- | -------- | ----- | ---- | ----- | ----- | -------- | ----- | -------- | -------- | ----- |
| 1970년     | 야쿠르트   | 13    | 15    | 13    | 1     | 1     | 0       | 0       | 0     | 1     | 1     | 0     | 0        | 0        | 0        | 1     | 0    | 1     | 6     | 0        | .077  | .200     | .077     | .277  |
| 1971년     | 야쿠르트   | 2     | 1     | 1     | 0     | 0     | 0       | 0       | 0     | 0     | 0     | 0     | 0        | 0        | 0        | 0     | 0    | 0     | 0     | 0        | .000  | .000     | .000     | .000  |
| 1972년     | 야쿠르트   | 47    | 61    | 58    | 5     | 14    | 1       | 1       | 0     | 17    | 1     | 0     | 2        | 1        | 0        | 2     | 0    | 0     | 11    | 1        | .241  | .267     | .293     | .560  |
| 1973년     | 야쿠르트   | 43    | 45    | 41    | 2     | 8     | 1       | 0       | 1     | 12    | 5     | 0     | 0        | 0        | 3        | 1     | 0    | 0     | 12    | 0        | .195  | .200     | .293     | .493  |
| 1974년     | 야쿠르트   | 11    | 10    | 10    | 0     | 0     | 0       | 0       | 0     | 0     | 0     | 0     | 0        | 0        | 0        | 0     | 0    | 0     | 5     | 0        | .000  | .000     | .000     | .000  |
| 통산 : 5년 | 통산 : 5년 | 116   | 132   | 123   | 8     | 23    | 2       | 1       | 1     | 30    | 7     | 0     | 2        | 1        | 3        | 4     | 0    | 1     | 34    | 1        | .187  | .214     | .244     | .458  |